# 지오포르테일

지오포르테일(Géoportail)은 프랑스 정부의 종합 웹 매핑 서비스로, 프랑스와 해외 프랑스 영토의 90개 이상의 출처에서 수집한 지도와 지구물리학 항공 사진을 게시한다. 두 공공 기관(IGN과 BRGM)이 처음 개발한 이 서비스는 2006년 6월 23일 자크 시라크 대통령에 의해 공식 출범했다.
이 프랑스 서비스는 구글 지도의 경쟁자 또는 라이벌로 묘사되기도 하지만, 구글 지도 서비스(2005년 2월 출시)와는 다른 목표를 가지고 있기 때문에 그 목적이 다르다. 지오포르테일은 IGN 도로 지도, 행정 지도, 지형도, 지적 및 건물 측량, 공공 서비스 시설 지도, 교통 지도, 수로 지도, 대기 및 기상 지도, 지질 지도, 토지 이용 지도, 문화 유적지 지도 등 다양한 지도 자료를 제공한다. 지오포르테일의 모든 지도와 항공 사진은 사용자가 조정하는 투명한 레이어에서 결합하여 볼 수 있다. 일반적으로 항공 사진의 최고 해상도는 구글 지도에서 제공하는 해상도보다 높다. 유사 사이트에서 찾을 수 있는 것보다 더 작은 마을과 실제 위치까지 지명을 확인하고 검색할 수 있다.
프랑스 서비스는 2006년 6월 출시 이후 꾸준히 새로운 데이터를 추가하고 대대적인 업데이트를 거쳤다. 가장 최근의 주요 업그레이드는 2012년 여름에 제공되었다.

## 같이 보기
- 구글 어스
- 구글 지도
- NASA 월드윈드